# 베일러 대학교

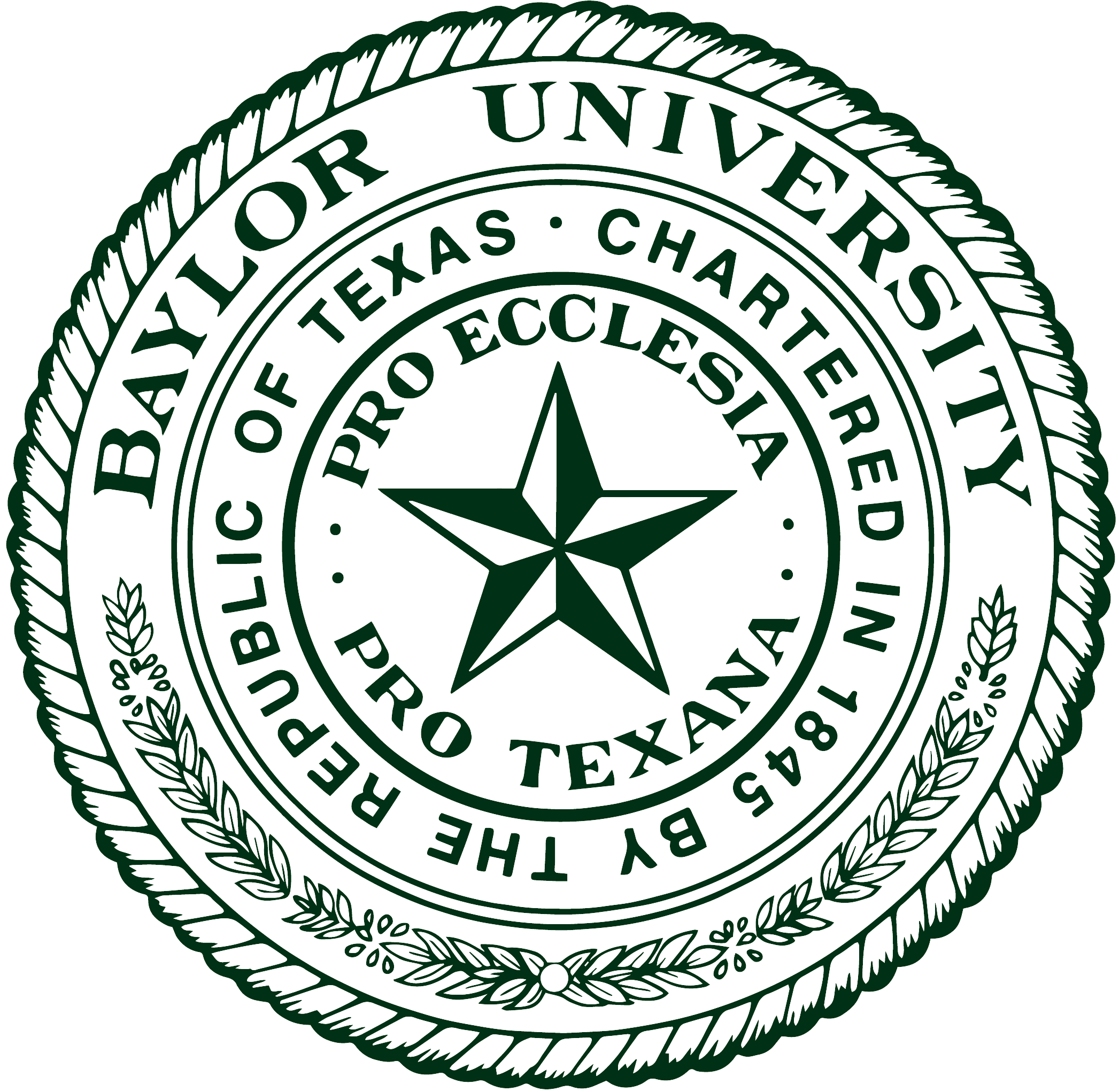

베일러 대학교(Baylor University)는 미국 텍사스주 웨이코에 위치한 명문 사립 대학교이다. 1845년 개교하였으며, 현재 15,195명의 학생이 재학 중이다.